# 牛山站 (日本)
牛山站（日语：／ Ushiyama eki */?）是一個位於愛知縣春日井市牛山町，屬於名古屋鐵道小牧線的鐵路車站。車站編號為KM09。

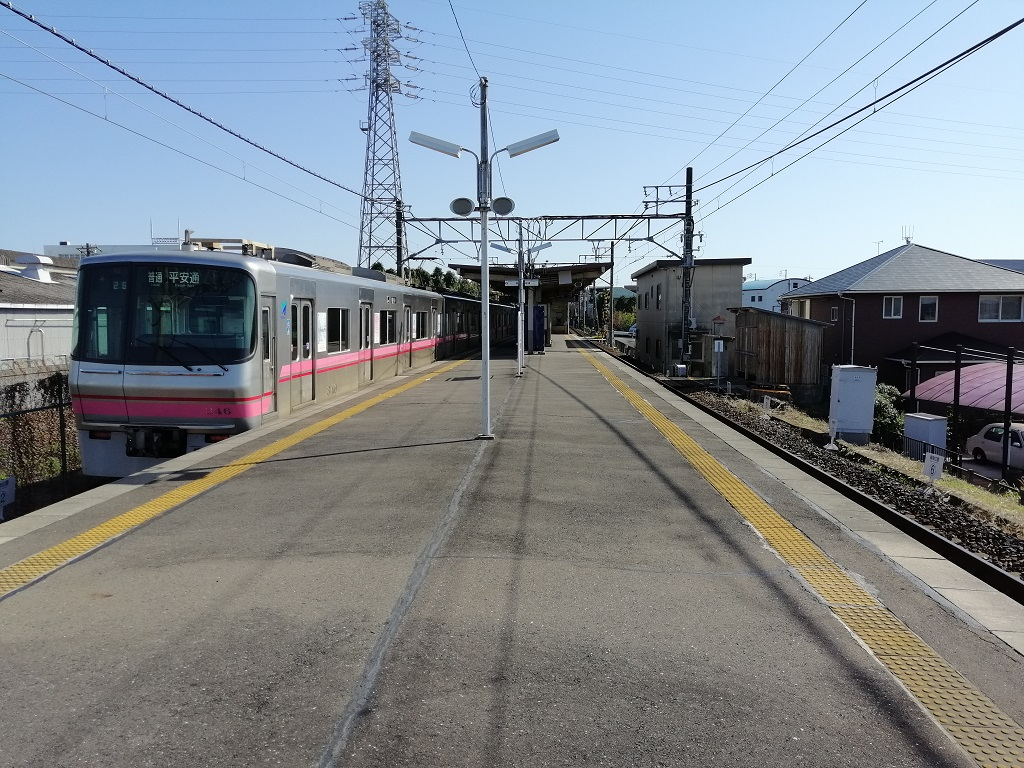
月台（2021年10月）

## 車站結構
本站為島式月台1面2線的地面車站，同時也是無人站（航空自衛隊小牧基地航空祭時會有站員）。車站南邊設有平交道。月台對應6節編組。

## 月台配置
| 月台 | 路線   | 方向 | 目的地             |
| ---- | ------ | ---- | ------------------ |
| 1    | 小牧線 | 下行 | 小牧、犬山方向     |
| 2    | 小牧線 | 上行 | 上飯田、平安通方向 |

### 配置圖
| ← 上飯田、 平安通方向 | 牛山站 構內配線略圖 | → 小牧、 犬山方向 |
| 图例 参考文献：       |                     |                   |

## 歷史
- 1931年4月29日：启用。
- 2000年10月28日：配合複線化，由側式月台改為島式月台。
- 2011年2月11日：開始使用manaca公交IC卡
- 2012年2月29日：停止使用Tranpass公交IC卡

## 使用情況
| 年度 | 1日平均乘車人數 | 1日平均進出人數 |
| ---- | --------------- | --------------- |
| 2007 | 1,007           | 2,005           |
| 2088 | 1,041           | 2,074           |
| 2009 | 939             | 1,872           |
| 2010 | ---             | ---             |
| 2011 | ---             | ---             |
| 2012 | ---             | ---             |
| 2013 | 1,064           | 2,112           |

2009年度和2013年度，本站的使用人數在小牧線全線14站中排第13，僅比鄰站間內站為多。全年總進出人數為770,803人，乘車人數為388,255人，雖然2009年人數比先前均下跌，但2013年的平均整體人數比2009年有所回升。

## 相鄰車站
名古屋鐵道
 小牧線
春日井（KM10）－牛山（KM09）－間內（KM08）

## 外部連結
- 牛山 - 名古屋鐵道